# Rock Out
Rock Out es la cuarta canción del álbum Motörizer del grupo de rock and roll y heavy metal Motörhead. Tiene un video que fue publicado el 14 de noviembre de 2008 que muestra a varios fanes y al grupo prepararse para un concierto.
Fue escrita por los integrantes de la banda.
La canción fue el tema de la última presentación del Pay-Per-View de la WWE Unforgiven. La canción aparece en la película Hesher
- Datos: Q4358023